# Karl Maurer (Politiker)
Karl Maurer (* 6. April 1831 in Aschaffenburg; † 22. April 1913 ebenda) war Jurist und Mitglied des Deutschen Reichstags.

## Leben
Maurer besuchte das Gymnasium in Ansbach und studierte von 1848 bis 1852 Rechtswissenschaften an der Universität Erlangen. Zwischen 1859 und 1863 war er Assessor in Regensburg, später wurde er Bezirksgerichtsrat in Ansbach. 1879 wurde er schließlich zum Landgerichtsrat in Nürnberg ernannt, deswegen legt er sein Reichstagsmandat nieder.
Von 1878 bis 1879 war er Mitglied des Deutschen Reichstags für den Wahlkreis Mittelfranken 3 (Ansbach-Schwabach-Heilbronn) und die Nationalliberale Partei. Am 20. Oktober 1879 legte Maurer sein Mandat wegen seiner Beförderung zum Landgerichtsdirektor nieder.